# Direktoratet for Gymnasieskolerne og HF
Direktoratet for Gymnasieskolerne og HF var et direktorat under Undervisningsministeriet, der havde det overordnede ansvar for gymnasier og hf-kurser i Danmark.
Direktoratet førte tilsyn med gymnasier, statsskoler og fra 1967 også hf-kurser, hvilket blandt andet omfattede eksaminer, fag- og timefordeling, lærebøger, skoleplaner og forsøgsundervisning. Derudover varetog direktoratet opgaver vedrørende personale- og lønspørgsmål, planlægning af gymnasiebyggeri, lån og tilskud til private og kommunale gymnasier, tilrettelæggelse af pædagogikum, optagelse og oprykning af elever, undervisningsplaner og videreuddannelse af lærerne. 
Statsskolerne blev i 1986 overtaget af amterne, hvorved direktoratet mistede en stor del af sine opgaver. Det blev nedlagt 1. juli 1990. Siden har dets opgaver været varetaget af gymnasieafdelingen i Børne- og Undervisningsministeriets departement. 